# Nový Drahov
Nový Drahov (německy Rohr) je vesnice, místní část obce Třebeň v okrese Cheb v Karlovarském kraji. Nový Drahov je součástí Svazku obcí Kamenné Vrchy.

## Název
Původní německé pojmenování obce ( Rohr) bylo odvozeno od jména prvního majitele, chebského rychtáře Konráda Rohra ve službách Nothaftů, držících nedaleký hrad Vildštejn ve Skalné. Jméno Nový Drahov vzniklo až po druhé světové válce a nemá žádné historické kořeny.

## Historie
První písemná zmínka o vesnici pochází z roku 1272, kdy je uváděna jako statek rychtáře Konráda Rohra a jeho potomků. Na přelomu 14. a 15. století byla vesnice rozdělena mezi několik majitelů. Později vesnici vlastnilo město Cheb, kterému patřila část vesnice až do zániku patrimoniální správy. Část vesnice patřila ke Skalné.
V letech 1938 až 1945 byla ves (v důsledku uzavření Mnichovské dohody) přičleněna k nacistickému Německu.
Po druhé světové válce a odsunu německého obyvatelstva byla ves vysídlena a následně postižena demolicemi. Část zemědělských usedlostí byla zbořena, ale podstatná část historické zástavby zůstala zachována, ve vesnici nevznikly žádné rušivé novostavby. Proto představuje Nový Drahov významný celek lidové architektury Chebska.

## Přírodní poměry
Nový Drahov se rozkládá v nadmořské výšce 438 metrů v rovinaté a bezlesé oblasti Chebské pánve, přibližně 1,5 kilometru severoseverozápadně od Třebeně a deset kilometrů severně od Chebu. Vesnicí protéká Stodolský potok a okolo železniční zastávky Vonšovský potok. Asi jeden kilometr severně od vesnice leží známé rašeliniště národní přírodní rezervace Soos.

## Obyvatelstvo
Při sčítání lidu v roce 1921 zde žilo 154 obyvatel, až na jednoho cizozemce všichni německé národnosti. K římskokatolické církvi se hlásilo 152 obyvatel, dva k evangelické.
| Rok            | 1869 | 1880 | 1890 | 1900 | 1910 | 1921 | 1930 | 1950 | 1961 | 1970 | 1980 | 1991 | 2001 | 2011 | 2021 |
| -------------- | ---- | ---- | ---- | ---- | ---- | ---- | ---- | ---- | ---- | ---- | ---- | ---- | ---- | ---- | ---- |
| Počet obyvatel | 161  | 210  | 181  | 142  | 159  | 154  | 205  | 35   | 46   | 40   | 24   | 21   | 24   | 43   | 45   |
| Počet domů     | 17   | 23   | 20   | 17   | 17   | 17   | 20   | 22   | -    | 10   | 7    | 11   | 14   | 18   | 17   |

## Obecní správa
Při sčítání lidu v letech 1850–1959 Nový Drahov byl samostatnou obcí v okrese Cheb. V letech 1960–1978 byl osadou obce Třebeň v okrese Cheb. Od 1. ledna 1979 do 23. listopadu 1990 byl částí města Františkovy Lázně v okrese Cheb. Od 24. listopadu 1990 je opět částí obce Třebeň v okrese Cheb. V letech 1850–1879 k obci patřily Dvorek a Povodí, v letech 1850–1890 Žírovice, v letech 1880–1959 Kateřina a v letech 1850–1959 Vonšov.

## Doprava
Do Nového Drahova vede silnice 21312 odbočující ve Františkových Lázních ze silnice I/64 a vedoucí přes Žírovice a silnice 21310 z Třebeně.
Do Nového Drahova jezdí vlaky Českých drah z Chebu. Vlaková zastávka Nový Drahov však již leží v k. ú. Vonšov.

## Pamětihodnosti
Nový Drahov je od roku 1995 chráněn jako vesnická památková rezervace. Kromě toho jsou ve vesnici ještě samostatně chráněny jako kulturní památky
- boží muka s datací 1860
- venkovské usedlosti čp. 1, čp. 7, čp. 10, čp. 13 a čp. 14

## Fotogalerie

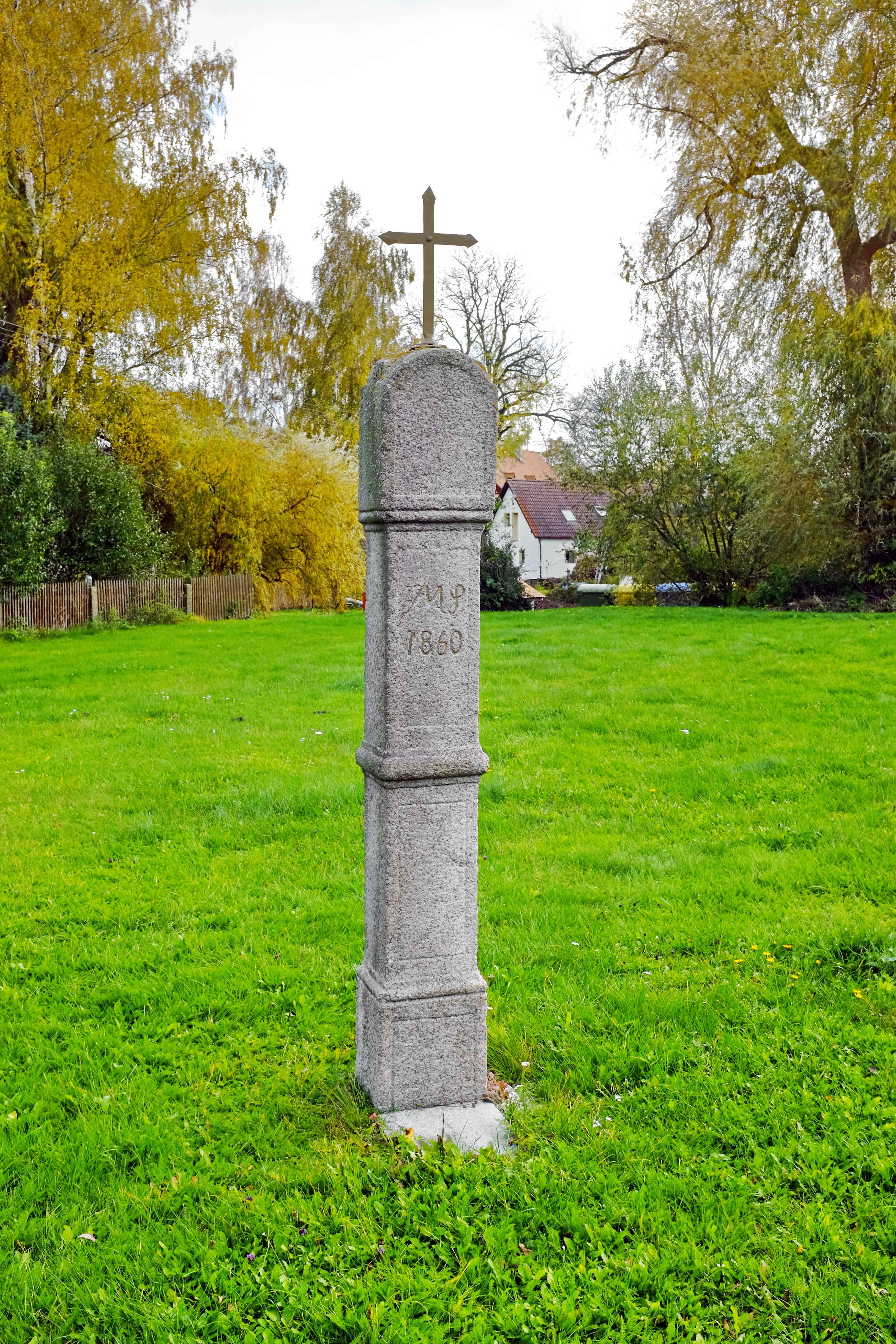
Boží muka
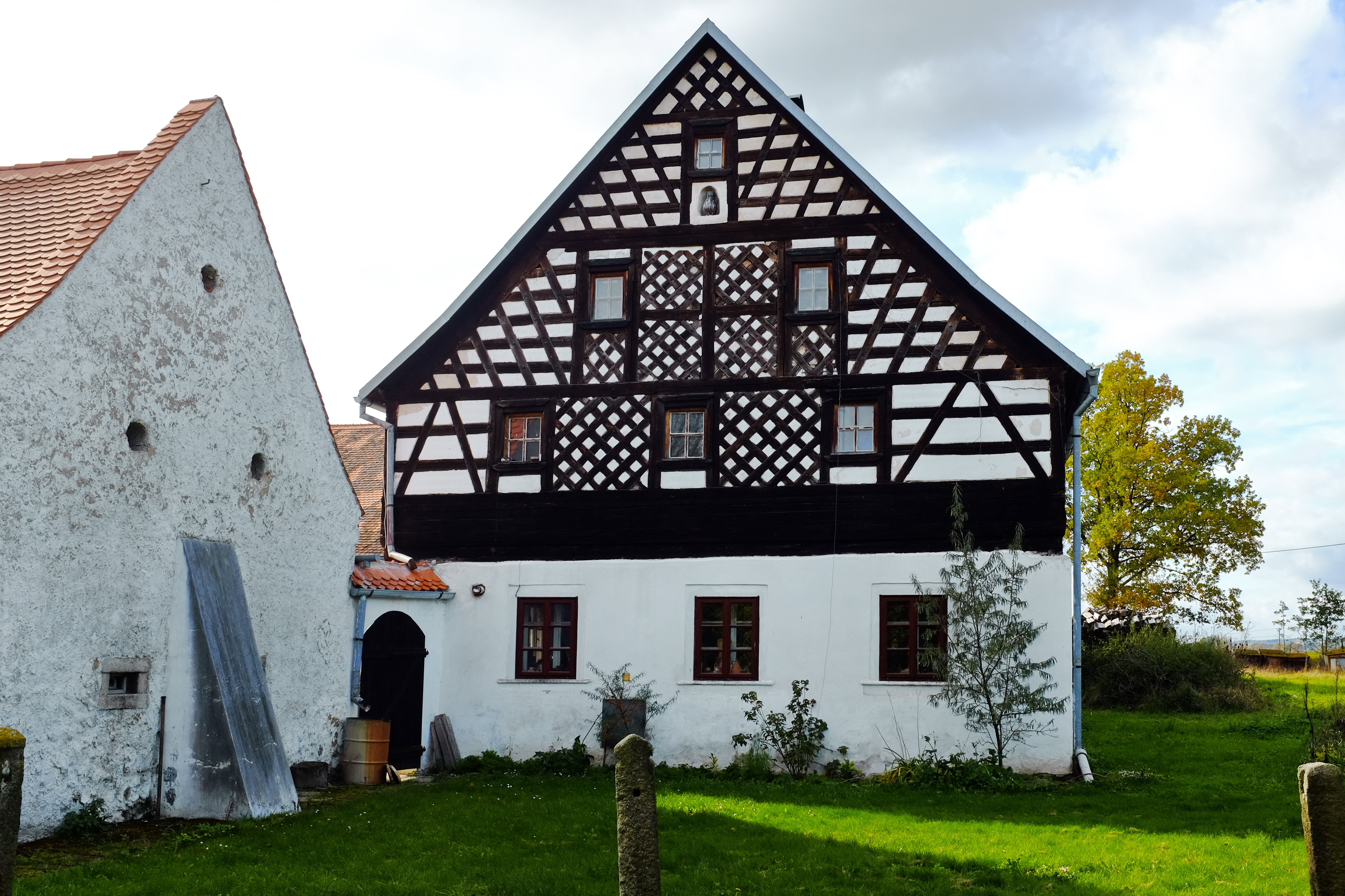
Usedlost čp. 1
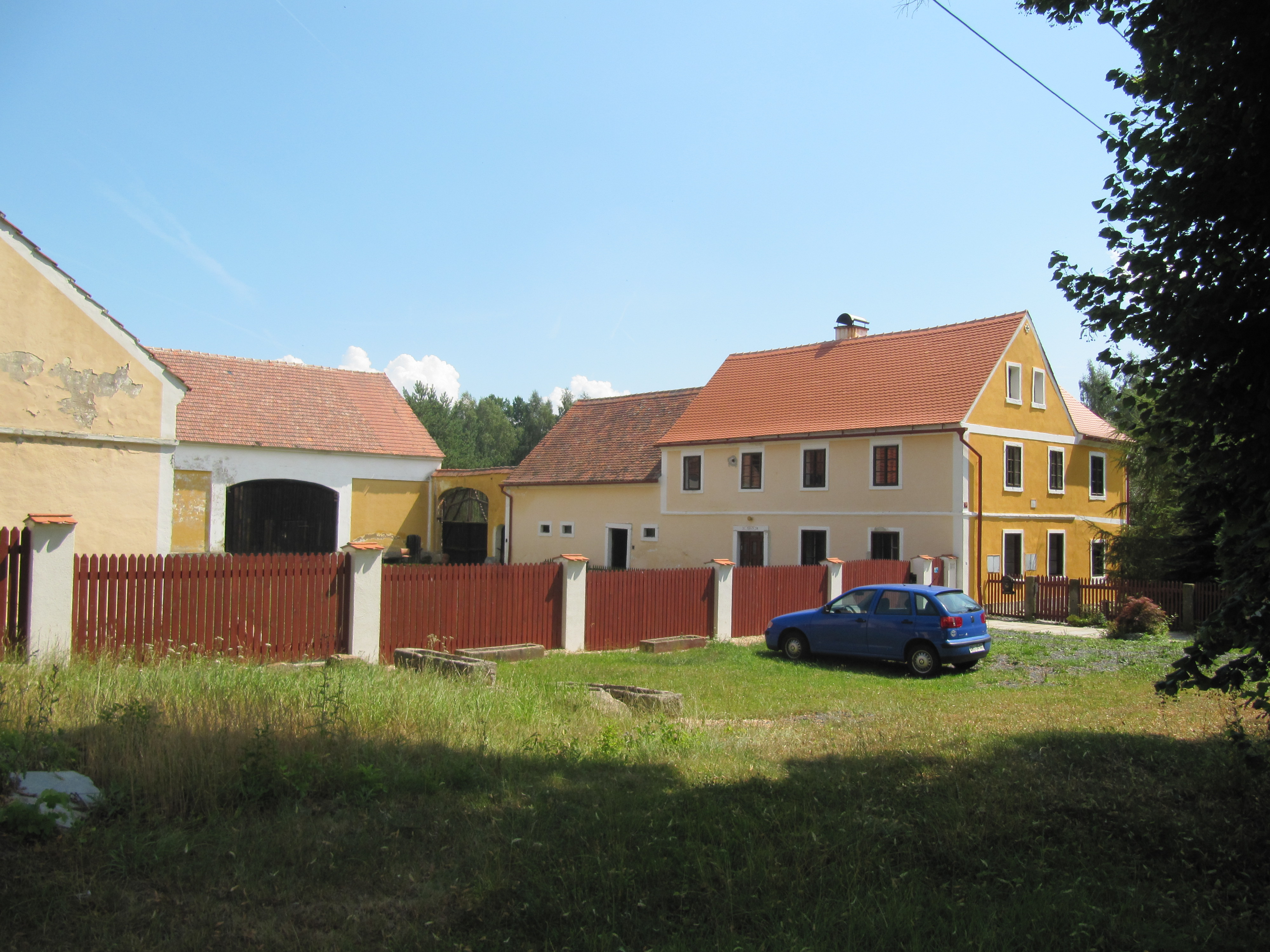
Usedlost čp. 7
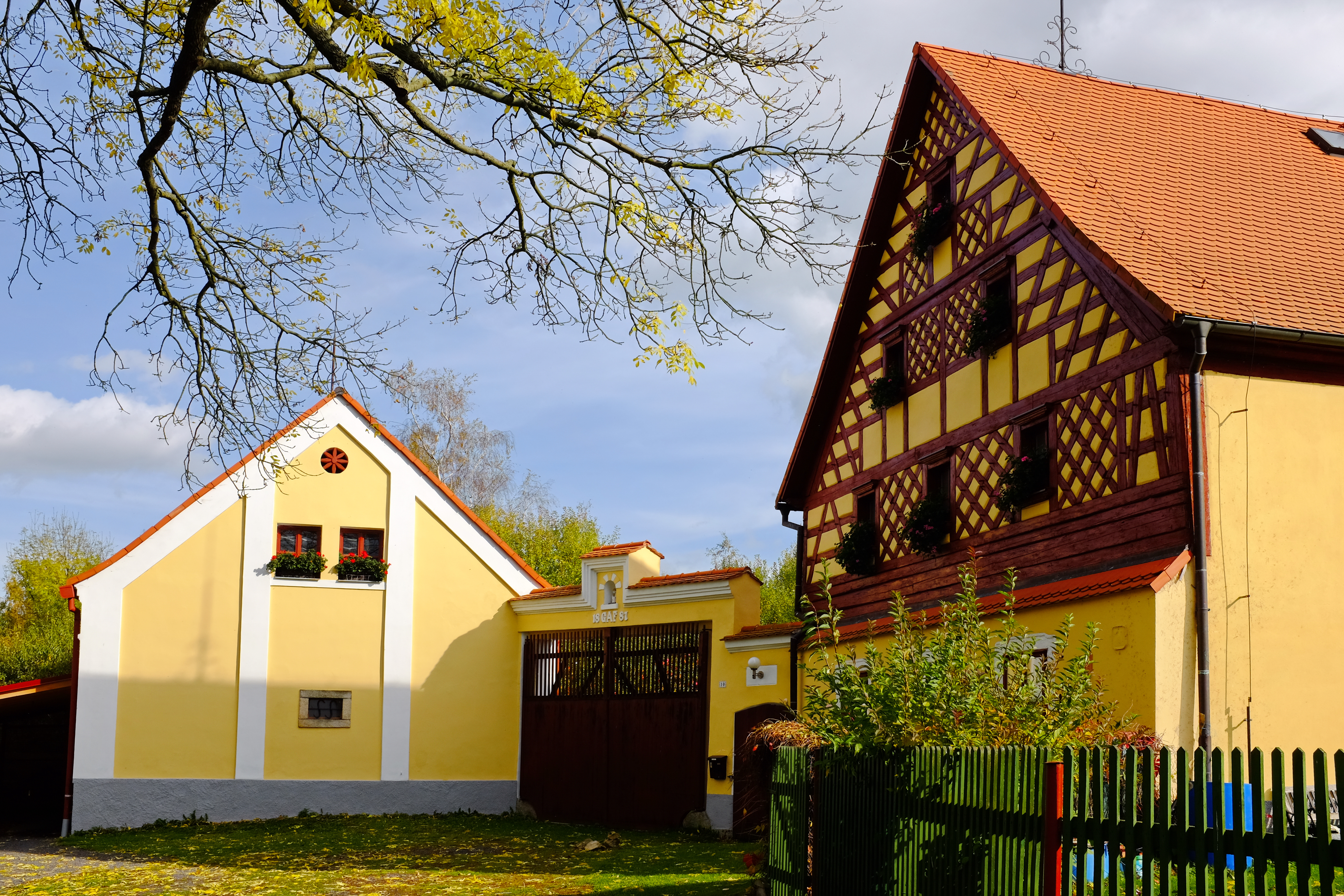
Usedlost čp. 10
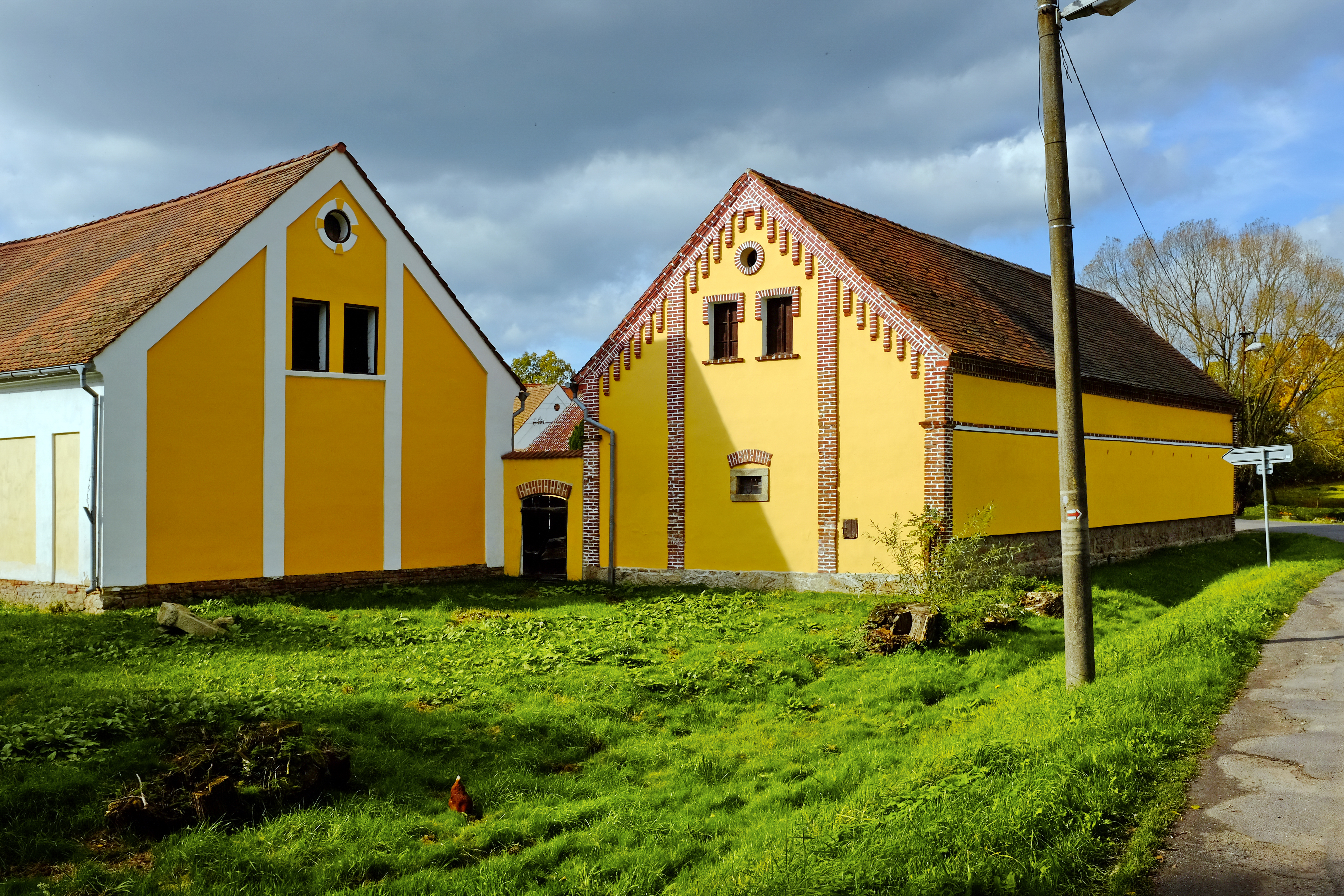
Usedlost čp. 13
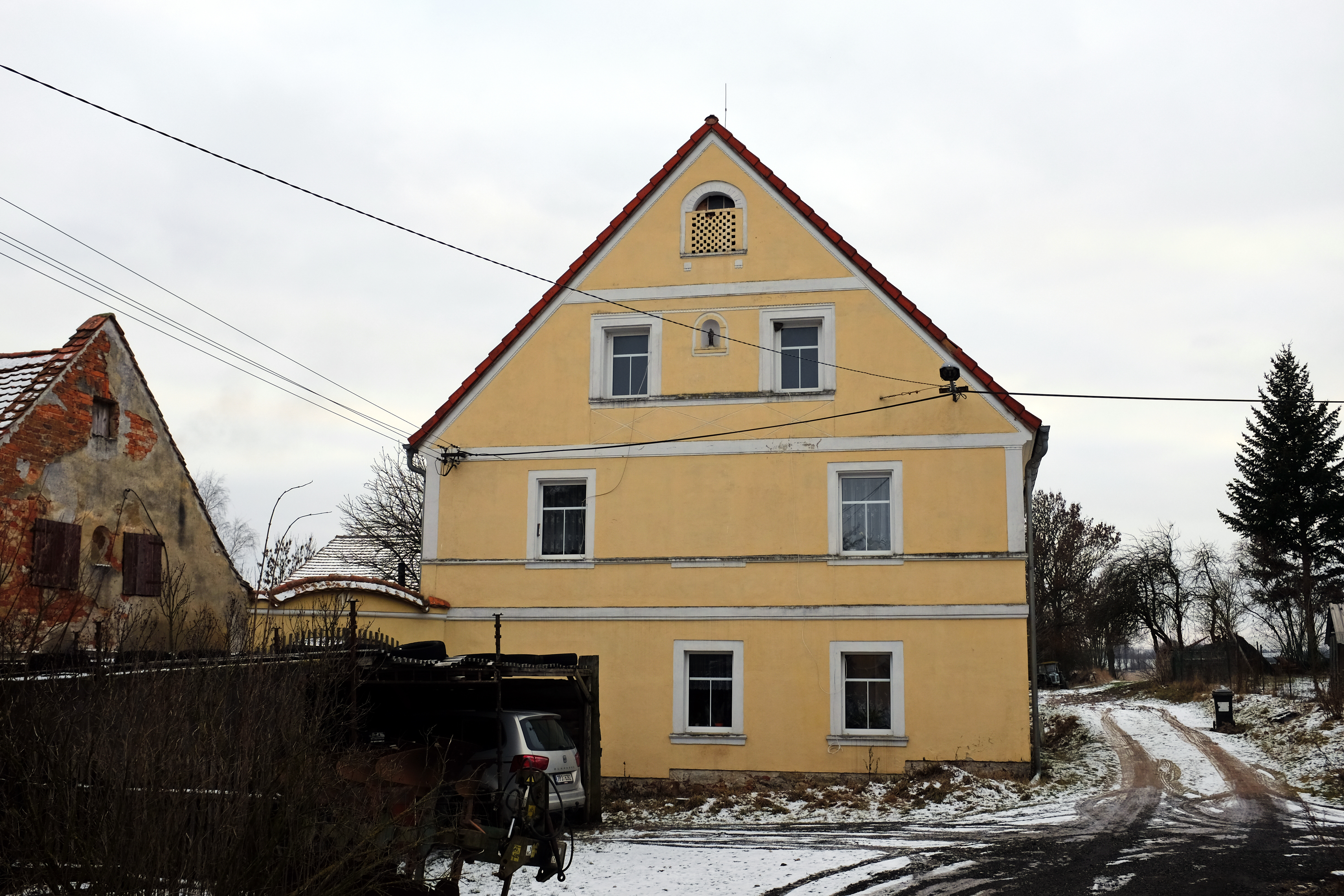
Usedlost čp. 14
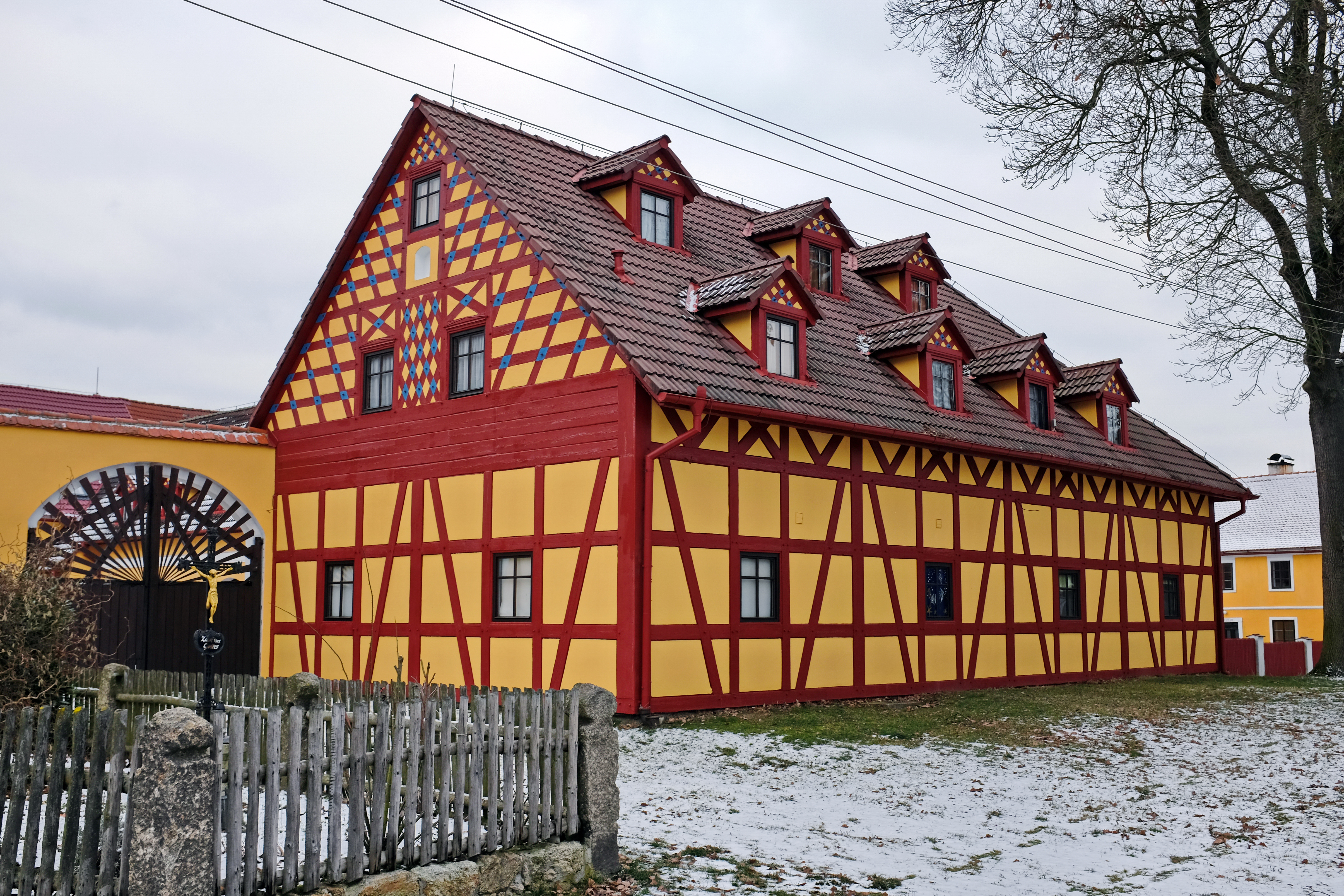
Usedlost čp. 6